# Schizonycha interna
Schizonycha interna är en skalbaggsart som beskrevs av Brenske 1899. Schizonycha interna ingår i släktet Schizonycha och familjen Melolonthidae. Inga underarter finns listade i Catalogue of Life.